# Daniel Brands
Daniel Fabian Brands (ur. 17 lipca 1987 w Deggendorfie) – niemiecki tenisista, reprezentant kraju w Pucharze Davisa.

## Kariera tenisowa
Zawodowy tenisista w latach 2005–2019.
Zwycięzca siedmiu turniejów rangi ATP Challenger Tour. Najlepszym wynikiem Niemca w rozgrywkach wielkoszlemowych jest czwarta runda Wimbledonu 2010. Po drodze pokonał m.in. Nikołaja Dawydienkę i Victora Hănescu; przegrał z Tomášem Berdychem.
W 2013 roku zadebiutował w reprezentacji Niemiec w Pucharze Davisa.
Dnia 19 sierpnia 2013 roku osiągnął najwyższą pozycję rankingową – nr 51.

### Zwycięstwa w turniejach ATP Challenger Tour w grze pojedynczej
| Końcowy wynik | Nr | Data | Turniej     | Nawierzchnia    | Przeciwnik               | Wynik finału     |
| ------------- | -- | ---- | ----------- | --------------- | ------------------------ | ---------------- |
| Zwycięzca     | 1. | 2008 | Timișoara   | Ceglana         | Daniel Muñoz de la Nava  | 6:4, 7:6(0)      |
| Zwycięzca     | 2. | 2009 | Eckental    | Dywanowa (hala) | Dustin Brown             | 6:4, 6:4         |
| Zwycięzca     | 3. | 2010 | Monza       | Ceglana         | Pablo Andújar            | 6:7(4), 6:3, 6:4 |
| Zwycięzca     | 4. | 2011 | Oberstaufen | Ceglana         | Andreas Beck             | 6:4, 7:6(3)      |
| Zwycięzca     | 5. | 2011 | Helsinki    | Twarda (hala)   | Matthias Bachinger       | 7:6(2), 7:6(5)   |
| Zwycięzca     | 6. | 2012 | Eckental    | Dywanowa (hala) | Ernests Gulbis           | 7:6(0), 6:3      |
| Zwycięzca     | 7. | 2018 | Recanati    | Twarda          | Adrián Menéndez-Maceiras | 7:5, 6:3         |